# Mẫn Huệ Cung Hoà nguyên phi
Mẫn Huệ Cung Hoà Nguyên phi (chữ Hán: 敏惠恭和元妃; 1609 – 1641), được biết đến với tên gọi Hải Lan Châu (海蘭珠), là một phi tần rất được sủng ái của Thanh Thái Tông Hoàng Thái Cực. Bà là cháu gái của Hiếu Đoan Văn hoàng hậu - Hoàng hậu của Hoàng Thái Cực, và là chị gái của Hiếu Trang Văn Hoàng Hậu.
Khi còn sống, bà là phi tần được Hoàng Thái Cực sủng ái nhất. Tình yêu sâu đậm của Hoàng Thái Cực dành cho bà được vang truyền rộng rãi khắp lịch sử nhà Thanh.

## Thân thế
Bà sinh ngày 11 tháng 11 (âm lịch) năm Vạn Lịch thứ 37 (1609), xuất thân bộ tộc Bát Nhĩ Tế Cát Đặc thị thuộc Khoa Nhĩ Thấm Mông Cổ. Thanh sử cảo và các tài liệu chính thống không ghi lại tên thật của bà, bà được biết đến nhiều nhất qua Hán danh [Hải Lan Châu; 海蘭珠], Mãn văn Hairanju, nghĩa là "trân ái chi nữ, luyến tiếc nữ hài". Một tên khác nữa là [Ô Vưu Đại; 烏尤黛]; Mông văn là Oyoodai, Ô Vưu Đại ở Mông ngữ ý tứ là "mỹ ngọc, bích ngọc".
Dòng dõi của Hải Lan Châu là hậu duệ trực hệ của Chuyết Xích Cáp Tát Nhi - em trai ruột của Thành Cát Tư Hãn. Cao tổ phụ là Bát Địa Đạt Lãi (博地达赉), Bối lặc lâu đời của Khoa Nhĩ Thấm tộc và là hậu duệ đời thứ 16 của Chuyết Xích Hợp Tác Nhi. Tằng tổ phụ là Nạp Mục Tắc (纳穆塞), được nhà Thanh truy phong Hòa Thạc Phúc Thân vương (和硕福亲王), sinh ra Mãng Cổ Tư (莽古斯). Mãng Cổ Tư có một con trai là Trung Thân vương Trại Tang (寨桑), kế vị tước Bối lặc; một con gái là Bát Nhĩ Tề Cát Đặc Triết Triết.
Trại Tang cùng vợ là Khoa Nhĩ Thẩm Tiểu phi sinh rất nhiều con, trong đó có con trai là Trác Lễ Khác Đồ Thân vương Ngô Khắc Thiện (吴克善) và Đạt Nhĩ Hán Ba Đồ Lỗ Thân vương Mãn Châu Tập Lễ (滿珠習禮); con gái là Hải Lan Châu và Bố Mộc Bố Thái. Xét vai vế, Hải Lan Châu là cháu gọi Triết Triết bằng cô và là tỷ tỷ ruột của Bố Mộc Bố Thái; ngoài ra gọi Hoàng Thái Cực vừa bằng dượng vừa bằng em rể, vì cả cô và em gái bà đều được gả Hoàng Thái Cực.

## Đại Thanh Thần phi

### Kết hôn với Hoàng Thái Cực
Năm Vạn Lịch thứ 42 (1614), Triết Triết được gả cho người kế thừa Hậu Kim là Hoàng Thái Cực làm Đích Phúc tấn. Dưới thời Hậu Kim, các Đại Hãn họ Ái Tân Giác La rất xem trọng liên hôn với Mông Cổ, do đó hoàng tử sinh bởi Phúc tấn người Mông Cổ sẽ được ưu ái. Tuy nhiên 11 năm đầu, Triết Triết chưa sinh được người con nào. Năm Thiên Mệnh thứ 10 (1625), Trại Tang tiến cử con gái là Bố Mộc Bố Thái làm Trắc Phúc tấn cho Hoàng Thái Cực. 9 năm sau, Triết Triết sinh hạ 3 hoàng nữ, Bố Mộc Bố Thái cũng sinh 3 hoàng nữ mà chưa sinh được con trai.
Năm Thiên Thông thứ 8 (1634), Thân vương Ngô Khắc Thiện, lúc đó là Đài cát của Khoa Nhĩ Thấm, mang em gái Hải Lan Châu vào cung. Đại Hãn Hoàng Thái Cực cùng các Phúc tấn bày yến nghênh tiếp, phong bà làm Trắc Phúc tấn. Năm đó Hải Lan Châu 26 tuổi, trễ hơn nhiều so với lứa tuổi xuất giá thời bấy giờ (khoảng từ 13 tuổi đến 18 tuổi), vì vậy rất có khả năng bà đã kết hôn từ trước, sau trở thành góa phụ và được đưa vào hậu cung Hoàng Thái Cực.
Nhiều thuyết khác nhau lý giải việc này, nổi tiếng nhất là thuyết tương truyền Hải Lan Châu và Bố Mộc Bố Thái là chị em cùng cha khác mẹ. Mẹ Ngô Khắc Thiện và Bố Mộc Bố Thái là chính thê của Trại Tang, Đại phi của Khoa Nhĩ Thấm tộc; còn mẹ Mãn Châu Tập Lễ và Hải Lan Châu là tì thiếp. Khác với Bố Mộc Bố Thái, bà không được xem là Cách cách và bị Đại phi ngược đãi, phải làm việc như nô tì, không cho xuất giá. Về sau, trong cung có lời đồn nữ nhi thuộc Khoa Nhĩ Thấm không có phúc sinh con trai kế thừa Hậu Kim. Tình thế bất lợi, Trại Tang đành tiến cử con gái thứ xuất cho Đại Hãn. Tuy nhiên sử sách không ghi lại sự việc trên nên không thể khắng định thuyết này là thật.
Hải Lan Châu trở thành Phúc tấn được sủng ái nhất. Ân sủng của bà vượt xa cô và em gái. Với bà, Hoàng Thái Cực có thể nói là rêu rao chỉ sợ thiên hạ không biết tình yêu của mình nhiều thế nào.

### Quan Thư cung Thần phi
Năm Sùng Đức nguyên niên (1636), Đại Hãn Hoàng Thái Cực xưng Hoàng đế, thành lập nhà Thanh. Ông phong Đại phúc tấn Triết Triết làm Hoàng hậu, ngự ở Thanh Ninh cung và lập ra Tứ phi (四妃) gồm có: Thần phi (宸妃), Quý phi (貴妃), Thục phi (淑妃) và Trang phi (莊妃). Bố Mộc Bố Thái được nạp trước Hải Lan Châu 9 năm nhưng chỉ được phong [Trang phi], ban Vĩnh Phúc cung, địa vị thấp nhất trong Tứ phi. Hải Lan Châu được phong địa vị cao nhất chúng phi là [Thần phi], chỉ dưới Chính cung Hoàng hậu. Bà được ban Quan Thư cung nên gọi là [Đông cung Quan Thư cung Đại phúc tấn Thần phi; 東宮關睢宮大福晉宸妃]. Hoàng Thái Cực đặt tên cho cung điện này dựa theo bài Quan Thư trong Kinh Thi: "Quan quan thư cưu, tại hà chi châu. Yểu điệu thục nữ, quân tử hảo cầu.". Câu thơ từ xưa thể hiện tình thâm ý trọng của nam nhân đối với vợ mình, cho thấy vinh sủng cao ngất trời của Hoàng Thái Cực dành cho Thần phi.
Sách văn viết:
| “                                 | 奉天承运，宽温仁圣汗制曰，天地授命而来，既有汗主一代之治，则必有天赐福晋赞襄于侧。汗御极后，定诸福晋之名号，乃古圣汗所定之大典。今我正大位，当做古圣汗所定大典。我所遇福晋，蒙古科尔沁部博尔济吉特氏，特赐尔册文，命为东宫关雎宫大福晋宸妃。尔务以清廉端庄仁孝谦恭之义，谨遵国君福晋训诲，勿违我之至意。 . Phụng thiên thừa vận, Khoan Ôn Nhân Thánh Hãn chế viết: được trời đất giao phó mà đến, đã có hãn chủ một đời cai trị, thì tất có trời ban phúc tấn ở bên tương trợ. Sau khi hãn chủ ngự trị tối cao, đặt danh hào cho chúng phúc tấn, đó chính là nghi lễ lớn mà Thánh Hãn quy định từ xa xưa. Nay ta chính đại vị, làm đại lễ mà Thánh Hãn quy định từ xa xưa. Ta gặp được Phúc tấn, bộ tộc Mông Cổ Khoa Nhĩ Thẩm Bác Nhĩ Tế Cát Đặc thị, đặc biệt ban cho nàng sách văn, đặt là Đông cung Quan Thư cung Đại Phúc tấn Thần phi. Nàng hãy lấy thanh liêm, đoan trang, nhân hiếu, khiêm tốn làm nghĩa, cẩn trọng tuân theo quốc quân phúc tấn dạy bảo, chớ làm trái ý nguyện của ta. | ” |
| — Sách văn Quan Thư cung Thần phi | |   |

Năm Sùng Đức thứ 2 (1637), ngày 8 tháng 7 (tức ngày 27 tháng 8 dương lịch), Thần phi Hải Lan Châu sinh hạ Hoàng bát tử. Hoàng Thái Cực hết mực yêu thương vị Hoàng tử này, nhân ngày sinh ban chiếu cáo đại xá thiên hạ, cũng là chiếu cáo đại xá đầu tiên trong lịch sử nhà Thanh. Việc ban chiếu đại xá mừng sinh thần của Hoàng tử chỉ có lệ dành cho Trữ quân, việc này tỏ rõ sự sủng ái của Hoàng Thái Cực đối với mẫu tử Thần phi, cũng như việc ông đã sớm có ý phong người con này làm Thái tử. Không chỉ Hoàng Thái Cực ban chiếu đại xá, các Ngoại phiên vương công Mông Cổ cũng lấy việc Hoàng bát tử chào đời để dâng biểu thượng chúc mừng.
Thế nhưng năm sau (1638), ngày 28 tháng 1 (âm lịch), Hoàng tử bất hạnh qua đời, chưa kịp đặt tên. Thần Phi vô cùng đau xót, đả kích đến nỗi lâm bệnh. Hoàng Thái Cực an ủi bà, lệnh trong cung không bày yến tiệc nhiều năm. Để làm Thần phi vui lòng, Hoàng Thái Cực phong mẹ của Thần phi là làm Hòa Thạc Hiền phi (和硕贤妃).

## Qua đời
Năm Sùng Đức thứ 6 (1641), tháng 9, Hoàng Thái Cực dẫn quân cùng Khoa Nhĩ Thấm quyết chiến với Hồng Thừa Trù ở Tùng Sơn, Cẩm Châu. Ngày 12 tháng 9, đặc viên được phái từ Thịnh Kinh đến chỗ Hoàng Thái Cực, thông báo bệnh tình Thần phi trở nặng. Hoàng Thái Cực nghe tin dữ, vội gác lại mọi thứ, chạy hộc tốc về Thịnh Kinh thăm Hải Lan Châu. Sử liệu Triều Tiên ghi lại, đường về Thịnh Kinh trời đông giá rét nhưng Hoàng Thái Cực không quản ngày đêm, chạy miệt mài làm chết mất năm con ngựa tốt. Tuy nhiên trước khi về đến thì ngày 18 tháng 9 (tức ngày 8 tháng 10 dương lịch), Thần phi đã trút hơi thở cuối, hưởng dương 33 tuổi.
Thần phi qua đời, Hoàng Thái Cực vô cùng bi ai, không thể tự chủ, khóc ngất nhiều lần. Sáu ngày sáu đêm không ăn không uống, sáng sớm ngày thứ bảy thì lâm vào hôn mê đến trưa. Tang lễ Thần phi Hải Lan Châu được cử hành theo lễ Quốc tang, ngày 29 tháng 9, là ngày sơ tế, Hoàng Thái Cực tự mình dẫn bá quan cùng các phu nhân, tiến hành tế rượu Thần phi, tuyên đọc Tế văn chứa đầy thâm tình:
| “ | 尔生于乙酉年。享寿三十有三。薨于辛巳年八月十四日。朕自遇尔。厚加眷爱。正欲同享富贵。不意天夺之速。中道仳离。朕念生前眷爱。虽没不忘。追思感叹。是以备陈祭物。以表衷悃。仍命喇嘛僧道讽诵经文，愿尔早生福地。 . Nàng sinh vào năm Ất Dậu, hưởng thọ ba mươi ba tuổi. Hoăng vào ngày 18 tháng 9 năm Tân Tị,. Bản thân trẫm gặp gỡ nàng, sau càng thêm yêu mến. Đang muốn cùng nàng hưởng phú quý. Không ngờ trời lại đoạt nàng sớm như vậy. Nửa đường vợ chồng chia lìa. Trẫm nhớ nhung, lưu luyến những yêu thương lúc còn sống. Mặc dù suốt đời không quên nhưng lại xúc động khi hồi tưởng lại. Này đây bị trần tế vật. Lấy biểu trung khổn. Vẫn mệnh Lạt-ma ngâm nga kinh văn, nguyện nàng sớm sinh ra nơi phúc địa. | ” |

Hoàng Thái Cực ở trước mộ Hải Lan Châu tự mình rót rượu, Chư vương đại thần cùng Ngoại phiên thuộc quốc đặc phái viên tế điện lễ. Tại đây sau 5 tháng, Nguyệt tế, Đại tế, Đông chí tế, Chu niên tế,... nhiều lần Hoàng Thái Cực cử hành nghi điển long trọng tế lễ, đều chứa đầy vô hạn buồn nhớ; ngày ngày đều soạn văn từ điển nhã trang trọng trong các Tế văn, biểu đạt vô tận ai ý. Thậm chí ở năm đó, khi cử hành Đại tế liệt tổ liệt tông cuối năm, Hoàng Thái Cực cũng cùng Hoàng hậu xuất đủ loại Quan lại và các Phu nhân tiến đến tế điện Hải Lan Châu. Tết Nguyên đán sang năm, Hoàng Thái Cực vì lấy đại tang của Thần phi mà đình chỉ diên yến.
Hoàng Thái Cực truy phong thụy hiệu cho Hải Lan Châu là Mẫn Huệ Cung Hoà Nguyên phi (敏惠恭和元妃). Thụy hiệu của bà, có chữ Nguyên phi (元妃), là danh hiệu trên thực tế dành cho Chính thê của các Quân vương thời cổ đại, bên cạnh đó, khi Nỗ Nhĩ Cáp Xích còn sống, chỉnh sửa danh vị Hậu cung, lập ra danh hiệu Đại phúc tấn, còn giản gọi là Đại phi hay Nguyên phi. Theo Hán hậu cung địa vị thì Hải Lan Châu chỉ là tần phi, nhưng xét khái niệm hậu cung thời Hậu Kim, bà chính là được Hoàng Thái Cực truy phong làm vợ cả, điều này có chút ủy khuất với đương kim Hoàng hậu Triết Triết, vì Triết Triết khi này vẫn còn sống và là Đại phi danh chính ngôn thuận của Hoàng Thái Cực
Nguyên phi được chôn tại Chiêu lăng (昭陵) ở Thẩm Dương. Bà là phi tần có thụy hiệu dài nhất trong suốt lịch sử nhà Thanh. Nhiều sử gia cho rằng vì quá thương nhớ bà mà Hoàng Thái Cực khóc than suốt hai năm rồi mắc trọng bệnh và băng hà (1643).

## Trong văn hóa đại chúng
| Năm  | Phim ảnh truyền hình                | Diễn viên        |
| 1994 | 《Nhất đại hoàng hậu Đại Ngọc Nhi》 | Bào Chính Phương |
| 2002 | 《Hiếu Trang bí sử》                | Hà Trại Phi      |
| 2012 | 《Sơn hà luyến mỹ nhân vô lệ》      | Trương Mông      |
| 2015 | 《Đại Ngọc Nhi truyền kỳ》          | Hà Hoa           |
| 2017 | 《Độc bộ thiên hạ》                 | Đường Nghệ Hân   |
| 2018 | 《Tô Mạt Nhi truyền kỳ》            | Mã Đan Nỉ        |